# 생말로

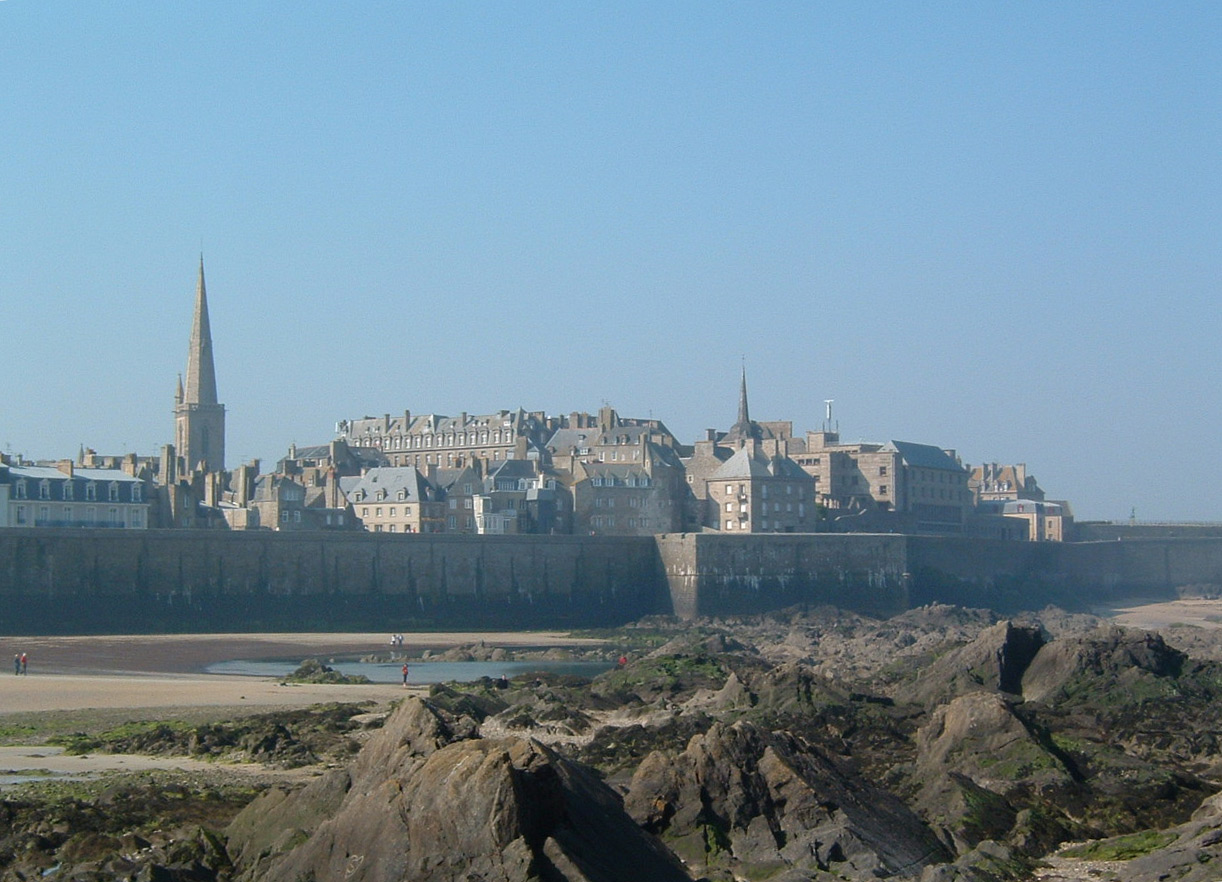
생말로

생말로(프랑스어: Saint-Malo, 브르타뉴어: Sant-Maloù)는 영국 해협과 접한 프랑스 북서부 브르타뉴 지방의 성벽에 둘러싸인 항구 도시다.

시기
시 문장

## 역사
생말로는 중세에는 랑스 강 하구의 요새화된 섬에서 하구뿐만 아니라 그 너머로 펼쳐지는 공해를 통제하고 있었다. 지금은 생세르방 지구(Saint-Servan)가 현재의 중심지이지만, 남부에 위치한 알레트 곶의 요새는 로마 시대 이전부터 랑스에 접근하는 것을 내려다보고 있었다. 그러나 현대의 생말로는 6세기 초기에 성 아론과 성 브랜던에 의해 설립된 수도사의 거주지에 그 기원을 거슬러 올라간다. 그 이름은 브랜던의 제자였던 것으로 알려진 성 말로(Saint Malo)에서 유래한다.
생말로는 그후 누구의 명령도 따르지 않는 흉포한 해적의 근거지로 악명이 높았다. 1590년부터 4년 동안 생말로는 "프랑스인도 아니고, 영국인도 아닌, 생말로 사람이다."라는 표어를 내걸고 독립 공화국임을 선언하기도 했다. 생말로의 해적선·사략선 코르세어는 영불 해협을 통과하는 영국 선박에 통행세를 부과했을 뿐만 아니라 더 넓은 범위에서 부를 가져왔다. 세인트로렌스강을 항해하면서 현재의 퀘벡 시, 몬트리올을 방문하여 캐나다를 발견한 자크 카르티에가 생말로에 살았고, 생말로에서 항해를 시작했다. 포클랜드 제도로 이주한 최초의 정착민 또한 자크 카르티에와 마찬가지로 생말로에서 출발했기 때문에 이 섬의 스페인어 이름인 '이슬라스 말비나스'(Islas Malvinas)는 프랑스어 '일말로이네'(Îles Malouines)에서 유래하고 있다.
생말로는 제2차 세계 대전이 진행 중이던 1944년 8월 말부터 9월 초반 사이에 일어난 미국군의 포격과 폭격, 영국군의 총격으로 인해 완전히 파괴되었다. 독일의 안드레아스 폰 아울로크(Andreas von Aulock) 장군은 연합군의 노르망디 상륙 작전과 브르타뉴 진격을 계기로 위태로운 상황에 처한 생말로를 사수하기로 결의하고 시청의 항복 요구를 거절했다. 1944년 8월 6일에는 미국 제83보병사단이 생말로에 상륙했고 세장브르섬(Cézembre)에 있던 독일군의 지하 요새에 포격을 가했다. 미국군은 생말로에 연이은 포위 공격과 공습을 가했고, 독일군은 8월 17일에 생말로에서 연합군에 항복을 선언했다. 9월 2일에는 독일군이 세장브르섬에서 항복을 선언했다.
생말로는 1948년부터 1960년까지 12년 동안에 걸쳐 재건되었다. 1967년에 생세르방 코뮌이 파라메(Paramé) 코뮌과 함께 합병되면서 생말로가 되었다. 생말로는 유럽 안보 방위 정책에 관한 중요한 합의를 이끌어낸 영국-프랑스 회담의 장소가 되었다. 영국의 토니 블레어 총리와 프랑스의 자크 시라크 대통령은 생말로에서 열린 정상회담에서 "유럽 연합은 국제 위기에 대응하기 위해 신뢰할 수 있는 군사력과 그 행사를 결정하는 수단을 바탕으로 한 자율적 행동 위한 능력을 보유해야 한다."고 진술했다.

## 인구
| 연도 | 인구   | ±% p.a. |
| ---- | ------ | ------- |
| 1793 | 10,730 | —       |
| 1800 | 9,147  | −2.25%  |
| 1806 | 9,934  | +1.39%  |
| 1821 | 9,949  | +0.01%  |
| 1831 | 9,981  | +0.03%  |
| 1836 | 9,744  | −0.48%  |
| 1841 | 10,053 | +0.63%  |
| 1846 | 10,076 | +0.05%  |
| 1851 | 9,997  | −0.16%  |
| 1856 | 10,809 | +1.57%  |
| 1861 | 10,886 | +0.14%  |
| 1866 | 10,693 | −0.36%  |
| 1872 | 12,316 | +2.38%  |
| 1876 | 10,295 | −4.38%  |
| 1881 | 11,212 | +1.72%  |
| 1886 | 10,500 | −1.30%  |
| 1891 | 11,896 | +2.53%  |
| 1896 | 11,476 | −0.72%  |

| 연도 | 인구   | ±% p.a. |
| ---- | ------ | ------- |
| 1901 | 11,486 | +0.02%  |
| 1906 | 10,647 | −1.51%  |
| 1911 | 12,371 | +3.05%  |
| 1921 | 12,390 | +0.02%  |
| 1926 | 13,137 | +1.18%  |
| 1931 | 12,864 | −0.42%  |
| 1936 | 13,836 | +1.47%  |
| 1946 | 11,311 | −1.99%  |
| 1954 | 14,339 | +3.01%  |
| 1962 | 17,137 | +2.25%  |
| 1968 | 42,297 | +16.25% |
| 1975 | 45,030 | +0.90%  |
| 1982 | 46,347 | +0.41%  |
| 1990 | 48,057 | +0.45%  |
| 1999 | 50,675 | +0.59%  |
| 2007 | 48,563 | −0.53%  |
| 2012 | 44,620 | −1.68%  |
| 2017 | 46,097 | +0.65%  |

|  | 기술적 문제로 인해 그래프를 일시적으로 사용할 수 없습니다. 파브리케이터와 미디어위키 위키에 더 자세한 정보가 있습니다. |

## 날씨
| 디나르(Dinard)의 기후                                  | 디나르(Dinard)의 기후 | 디나르(Dinard)의 기후 | 디나르(Dinard)의 기후 | 디나르(Dinard)의 기후 | 디나르(Dinard)의 기후 | 디나르(Dinard)의 기후 | 디나르(Dinard)의 기후 | 디나르(Dinard)의 기후 | 디나르(Dinard)의 기후 | 디나르(Dinard)의 기후 | 디나르(Dinard)의 기후 | 디나르(Dinard)의 기후 | 디나르(Dinard)의 기후 |
| 월                                                     | 1월                   | 2월                   | 3월                   | 4월                   | 5월                   | 6월                   | 7월                   | 8월                   | 9월                   | 10월                  | 11월                  | 12월                  | 연간                  |
| ------------------------------------------------------ | --------------------- | --------------------- | --------------------- | --------------------- | --------------------- | --------------------- | --------------------- | --------------------- | --------------------- | --------------------- | --------------------- | --------------------- | --------------------- |
| 역대 최고 기온 °C (°F)                                 | 16.4 (61.5)           | 18.7 (65.7)           | 23.2 (73.8)           | 26.9 (80.4)           | 29.2 (84.6)           | 33.1 (91.6)           | 35.4 (95.7)           | 39.4 (102.9)          | 33.1 (91.6)           | 28.9 (84.0)           | 19.3 (66.7)           | 17.6 (63.7)           | 39.4 (102.9)          |
| 일평균 최고 기온 °C (°F)                               | 8.8 (47.8)            | 9.3 (48.7)            | 11.9 (53.4)           | 13.7 (56.7)           | 17.0 (62.6)           | 19.8 (67.6)           | 21.9 (71.4)           | 22.0 (71.6)           | 20.0 (68.0)           | 16.3 (61.3)           | 12.0 (53.6)           | 9.2 (48.6)            | 15.2 (59.4)           |
| 일평균 최저 기온 °C (°F)                               | 3.4 (38.1)            | 3.1 (37.6)            | 4.8 (40.6)            | 5.9 (42.6)            | 9.0 (48.2)            | 11.5 (52.7)           | 13.5 (56.3)           | 13.6 (56.5)           | 11.7 (53.1)           | 9.4 (48.9)            | 6.1 (43.0)            | 3.7 (38.7)            | 8.0 (46.4)            |
| 역대 최저 기온 °C (°F)                                 | −13.7 (7.3)           | −11.7 (10.9)          | −6.2 (20.8)           | −2.8 (27.0)           | −0.2 (31.6)           | 3.6 (38.5)            | 6.7 (44.1)            | 5.0 (41.0)            | 2.3 (36.1)            | −4.2 (24.4)           | −5.9 (21.4)           | −9.6 (14.7)           | −13.7 (7.3)           |
| 평균 강수량 mm (인치)                                  | 67.0 (2.64)           | 57.6 (2.27)           | 53.5 (2.11)           | 53.0 (2.09)           | 63.6 (2.50)           | 49.1 (1.93)           | 49.7 (1.96)           | 49.4 (1.94)           | 62.2 (2.45)           | 86.8 (3.42)           | 86.8 (3.42)           | 80.0 (3.15)           | 758.7 (29.87)         |
| 평균 강수일수                                          | 12.6                  | 10.8                  | 11.1                  | 10.7                  | 10.3                  | 7.8                   | 7.6                   | 8.0                   | 9.7                   | 13.6                  | 13.8                  | 13.4                  | 129.5                 |
| 평균 강설일수                                          | 1.7                   | 2.5                   | 1.4                   | 0.6                   | 0.0                   | 0.0                   | 0.0                   | 0.0                   | 0.0                   | 0.0                   | 0.3                   | 1.4                   | 7.9                   |
| 평균 상대 습도 (%)                                     | 84                    | 81                    | 79                    | 79                    | 79                    | 81                    | 81                    | 81                    | 82                    | 85                    | 84                    | 85                    | 81.8                  |
| 평균 월간 일조시간                                     | 69.5                  | 84.3                  | 127.5                 | 164.1                 | 188.4                 | 206.4                 | 206.4                 | 198.6                 | 167.1                 | 112.6                 | 77.8                  | 64.0                  | 1,666.6               |
| 출처 1: 프랑스 기상청 (1981-2010, 일조 1991-2010)      |                       |                       |                       |                       |                       |                       |                       |                       |                       |                       |                       |                       |                       |
| 출처 2: Infoclimat.fr (humidity, snowy days 1961–1990) |                       |                       |                       |                       |                       |                       |                       |                       |                       |                       |                       |                       |                       |

## 명소
생말로는 이제 본토와 불가분하게 결합되어 브르타뉴 지방에서 규모가 큰 관광지가 되었다. 생말로의 주요 명소는 다음과 같다.
- 영국 해협의 해변
- 구 시가지(La Ville Intra-Muros)
- 생말로 성과 생세르방의 솔리도르 탑(Solidor). 혼곶 주변의 항해에 관한 역사를 소재로 하고 있다. 다수의 축소 모형, 19세기 말부터 20세기 초반 사이에 대형 범선을 통해 외국의 항만을 왕래하던 선원들에 의해 제작된 항해용 기구와 물품들이 전시되어 있다.
- 그랑베 섬(Grand Bé)과 프티베 섬(Petit Bé)
- 생말로 해변의 앞바다는 썰물이 되면 걸어서 건너갈 수 있다.
- 그랑베 섬에 있는 프랑수아르네 드 샤토브리앙의 무덤
- 생뱅상 성당